# Zvezni urad za zaščito ustave
Zvezni urad za zaščito ustave (nemško Bundesamt für Verfassungsschutz, kratica BfV) je nemška notranja varnostno-obveščevalna služba.